# Фёдоров, Александр Александрович (футболист, 1965)
Александр Александрович Фёдоров (15 мая 1965) — советский и российский футболист, защитник.
Воспитанник вологодской ДЮСШ № 3, тренер В. В. Неробов.
За вологодское «Динамо» играл в 1983—1991 годах. В 1992 году по приглашению Арсена Найдёнова перешёл в сочинскую «Жемчужину», в составе которой в 1993 году провёл 9 матчей в высшей лиге.
В 1994 году играл за малайзийский клуб «Перлис». Вернувшись в Россию, выступал за «Чкаловец» Новосибирск (1994—1996), «Локомотив» СПб (1997—1999), «Динамо» Вологда (2000—2002).
В 2008—2012 годах играл за вторую и любительскую команды «Динамо», выступает в ветеранских соревнованиях по мини-футболу.